# Olympische Sommerspiele 2012/Turnen
Bei den Olympischen Sommerspielen 2012 in der britischen Hauptstadt London wurden vom 28. Juli bis 7. August in der North Greenwich Arena 14 Wettbewerbe im Turnen ausgetragen, sechs bei den Frauen und acht bei den Männern.
Es gab im Einzel und in der Mannschaft Entscheidungen im Mehrkampf sowie verschiedenen Gerätefinals. Das Wettkampfprogramm war identisch zu dem der Olympischen Sommerspiele 2008 in Peking.

## Wettbewerbe und Zeitplan

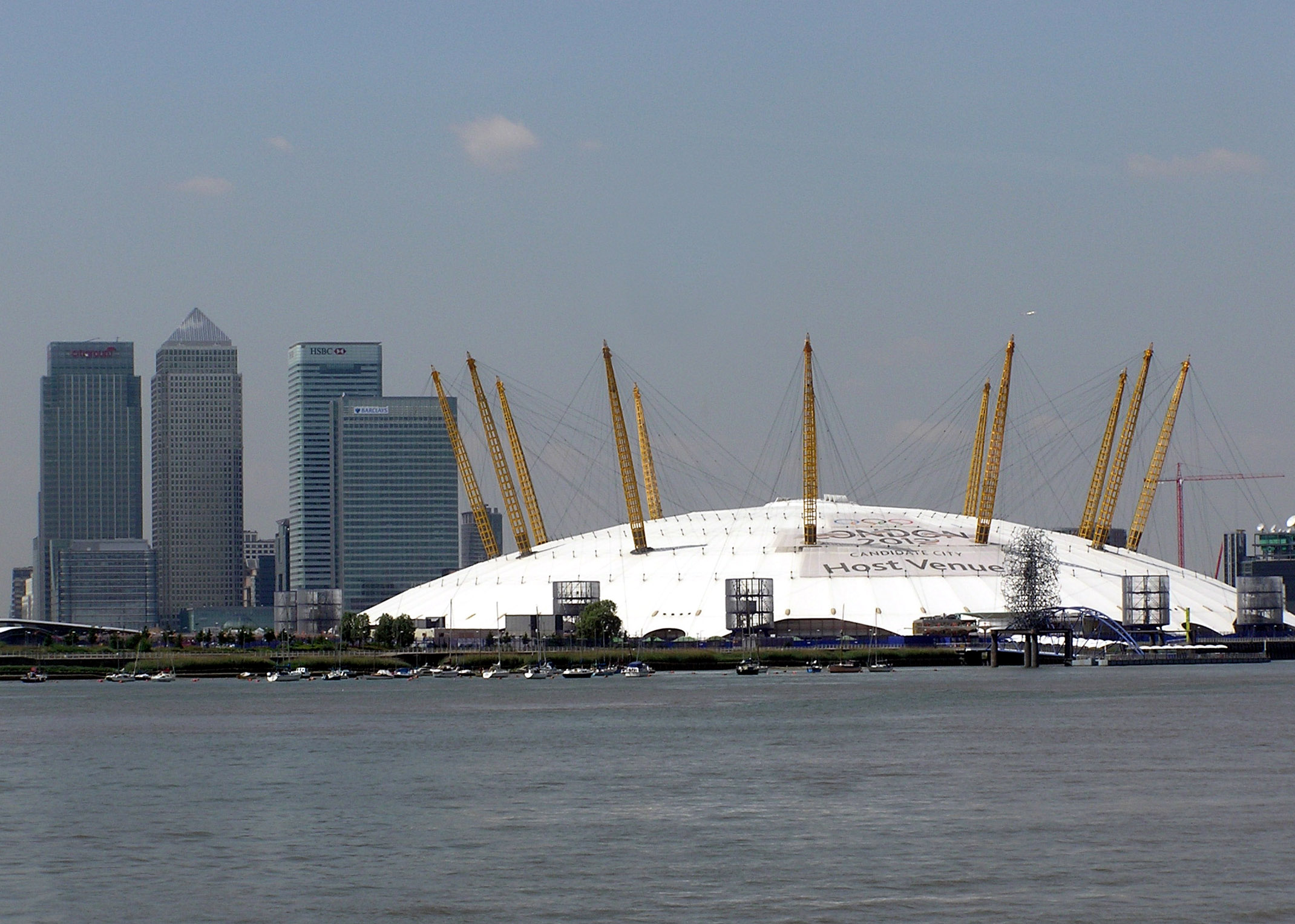
North Greenwich Arena (The O2 Arena) – Austragungsort der Wettbewerbe im Gerätturnen

| Wettbewerbe und Zeitplan Gerätturnen | Wettbewerbe und Zeitplan Gerätturnen | Wettbewerbe und Zeitplan Gerätturnen | Wettbewerbe und Zeitplan Gerätturnen | Wettbewerbe und Zeitplan Gerätturnen | Wettbewerbe und Zeitplan Gerätturnen | Wettbewerbe und Zeitplan Gerätturnen | Wettbewerbe und Zeitplan Gerätturnen | Wettbewerbe und Zeitplan Gerätturnen | Wettbewerbe und Zeitplan Gerätturnen | Wettbewerbe und Zeitplan Gerätturnen | Wettbewerbe und Zeitplan Gerätturnen |
| Wettbewerbe                          | Juli/August                          | Juli/August                          | Juli/August                          | Juli/August                          | Juli/August                          | Juli/August                          | Juli/August                          | Juli/August                          | Juli/August                          | Juli/August                          | Juli/August                          |
| Frauen                               | 28.                                  | 29.                                  | 30.                                  | 31.                                  | 1.                                   | 2.                                   | 3.                                   | 4.                                   | 5.                                   | 6.                                   | 7.                                   |
| ------------------------------------ | ------------------------------------ | ------------------------------------ | ------------------------------------ | ------------------------------------ | ------------------------------------ | ------------------------------------ | ------------------------------------ | ------------------------------------ | ------------------------------------ | ------------------------------------ | ------------------------------------ |
| Mehrkampf Einzel                     |                                      |                                      |                                      |                                      |                                      |                                      |                                      |                                      |                                      |                                      |                                      |
| Mehrkampf Mannschaft                 |                                      |                                      |                                      |                                      |                                      |                                      |                                      |                                      |                                      |                                      |                                      |
| Sprung                               |                                      |                                      |                                      |                                      |                                      |                                      |                                      |                                      |                                      |                                      |                                      |
| Boden                                |                                      |                                      |                                      |                                      |                                      |                                      |                                      |                                      |                                      |                                      |                                      |
| Schwebebalken                        |                                      |                                      |                                      |                                      |                                      |                                      |                                      |                                      |                                      |                                      |                                      |
| Stufenbarren                         |                                      |                                      |                                      |                                      |                                      |                                      |                                      |                                      |                                      |                                      |                                      |
| Männer                               | 28.                                  | 29.                                  | 30.                                  | 31.                                  | 1.                                   | 2.                                   | 3.                                   | 4.                                   | 5.                                   | 6.                                   | 7.                                   |
| Mehrkampf Einzel                     |                                      |                                      |                                      |                                      |                                      |                                      |                                      |                                      |                                      |                                      |                                      |
| Mehrkampf Mannschaft                 |                                      |                                      |                                      |                                      |                                      |                                      |                                      |                                      |                                      |                                      |                                      |
| Sprung                               |                                      |                                      |                                      |                                      |                                      |                                      |                                      |                                      |                                      |                                      |                                      |
| Boden                                |                                      |                                      |                                      |                                      |                                      |                                      |                                      |                                      |                                      |                                      |                                      |
| Ringe                                |                                      |                                      |                                      |                                      |                                      |                                      |                                      |                                      |                                      |                                      |                                      |
| Barren                               |                                      |                                      |                                      |                                      |                                      |                                      |                                      |                                      |                                      |                                      |                                      |
| Seitpferd                            |                                      |                                      |                                      |                                      |                                      |                                      |                                      |                                      |                                      |                                      |                                      |
| Reck                                 |                                      |                                      |                                      |                                      |                                      |                                      |                                      |                                      |                                      |                                      |                                      |

|  | Qualifikation |  | Finale |

## Bilanz

### Medaillenspiegel
| Platz | Land                | G  | S  | B  | Gesamt |
| ----- | ------------------- | -- | -- | -- | ------ |
| 01    | Volksrepublik China | 4  | 3  | 1  | 8      |
| 02    | Vereinigte Staaten  | 3  | 1  | 2  | 6      |
| 03    | Russland            | 1  | 3  | 4  | 8      |
| 04    | Japan               | 1  | 2  | –  | 3      |
| 05    | Rumänien            | 1  | 1  | 1  | 3      |
| 06    | Brasilien           | 1  | –  | –  | 1      |
| 06    | Niederlande         | 1  | –  | –  | 1      |
| 06    | Südkorea            | 1  | –  | –  | 1      |
| 06    | Ungarn              | 1  | –  | –  | 1      |
| 10    | Deutschland         | –  | 3  | –  | 3      |
| 11    | Großbritannien      | –  | 1  | 3  | 4      |
| 12    | Frankreich          | –  | –  | 1  | 1      |
| 12    | Italien             | –  | –  | 1  | 1      |
| 12    | Ukraine             | –  | –  | 1  | 1      |
| Total | Total               | 14 | 14 | 14 | 42     |

### Medaillengewinner
| Konkurrenz           | Gold                                                         | Silber                                                                     | Bronze                                                                |
| -------------------- | ------------------------------------------------------------ | -------------------------------------------------------------------------- | --------------------------------------------------------------------- |
| Mannschaftsmehrkampf | Chen Yibing, Feng Zhe, Guo Weiyang, Zhang Chenglong, Zou Kai | Ryōhei Katō, Kazuhito Tanaka, Yūsuke Tanaka, Kōhei Uchimura, Kōji Yamamuro | Sam Oldham, Daniel Purvis, Louis Smith, Kristian Thomas, Max Whitlock |
| Einzelmehrkampf      | Kōhei Uchimura                                               | Marcel Nguyen                                                              | Danell Leyva                                                          |
| Barren               | Feng Zhe                                                     | Marcel Nguyen                                                              | Hamilton Sabot                                                        |
| Bodenturnen          | Zou Kai                                                      | Kōhei Uchimura                                                             | Denis Abljasin                                                        |
| Pferdsprung          | Yang Hak-seon                                                | Denis Abljasin                                                             | Ihor Radiwilow                                                        |
| Reck                 | Epke Zonderland                                              | Fabian Hambüchen                                                           | Zou Kai                                                               |
| Ringe                | Arthur Zanetti                                               | Chen Yibing                                                                | Matteo Morandi                                                        |
| Seitpferd            | Krisztián Berki                                              | Louis Smith                                                                | Max Whitlock                                                          |

| Konkurrenz           | Gold                                                                            | Silber                                                                                       | Bronze                                                                       |
| -------------------- | ------------------------------------------------------------------------------- | -------------------------------------------------------------------------------------------- | ---------------------------------------------------------------------------- |
| Mannschaftsmehrkampf | Gabrielle Douglas, Jordyn Wieber, Alexandra Raisman, Kyla Ross, McKayla Maroney | Alija Mustafina, Wiktorija Komowa, Xenija Afanassjewa, Anastassija Grischina, Marija Passeka | Cătălina Ponor, Larisa Iordache, Diana Bulimar, Sandra Izbașa, Diana Chelaru |
| Einzelmehrkampf      | Gabrielle Douglas                                                               | Wiktorija Komowa                                                                             | Alija Mustafina                                                              |
| Bodenturnen          | Alexandra Raisman                                                               | Cătălina Ponor                                                                               | Alija Mustafina                                                              |
| Pferdsprung          | Sandra Izbașa                                                                   | McKayla Maroney                                                                              | Marija Passeka                                                               |
| Schwebebalken        | Deng Linlin                                                                     | Sui Lu                                                                                       | Alexandra Raisman                                                            |
| Stufenbarren         | Alija Mustafina                                                                 | He Kexin                                                                                     | Elizabeth Tweddle                                                            |

## Herren

### Einzelmehrkampf
| Platz | Land | Sportler         | Punkte |
| ----- | ---- | ---------------- | ------ |
| 1     | JPN  | Kōhei Uchimura   | 92,690 |
| 2     | GER  | Marcel Nguyen    | 91,031 |
| 3     | USA  | Danell Leyva     | 90,698 |
| 4     | UKR  | Mykola Kuksenkow | 90,432 |
| 5     | RUS  | Dawid Beljawski  | 90,297 |
| 6     | JPN  | Kazuhito Tanaka  | 89,407 |
| 7     | GBR  | Kristian Thomas  | 89,406 |
| 8     | USA  | John Orozco      | 89,331 |

Datum: 1. August 2012

### Mannschaftsmehrkampf
| Platz | Land | Sportler                                                                         | Punkte  |
| ----- | ---- | -------------------------------------------------------------------------------- | ------- |
| 1     | CHN  | Chen Yibing Feng Zhe Guo Weiyang Zhang Chenglong Zou Kai                         | 275,997 |
| 2     | JPN  | Ryōhei Katō Kazuhito Tanaka Yūsuke Tanaka Kōhei Uchimura Kōji Yamamuro           | 271,952 |
| 3     | GBR  | Sam Oldham Daniel Purvis Louis Smith Kristian Thomas Max Whitlock                | 271,711 |
| 4     | UKR  | Mykola Kuksenkow Witalij Nakonetschnyj Ihor Radiwilow Oleh Stepko Oleh Wernjajew | 271,526 |
| 5     | USA  | Jacob Dalton Jonathan Horton Danell Leyva Samuel Mikulak John Orozco             | 269,952 |
| 6     | RUS  | Denis Abljasin Alexander Balandin Dawid Beljawski Emin Garibow Igor Pachomenko   | 269,603 |
| 7     | GER  | Philipp Boy Fabian Hambüchen Sebastian Krimmer Marcel Nguyen Andreas Toba        | 268,019 |
| 8     | FRA  | Pierre-Yves Bény Yann Cucherat Gaël da Silva Hamilton Sabot Cyril Tommasone      | 265,441 |

Datum: 30. Juli 2012

Nach einem fehlerhaften Abgang Kōhei Uchimuras am Pauschenpferd wurde die japanische Mannschaft in der Endabrechnung ursprünglich auf Platz vier ausgewiesen. Nach einem Protest der japanischen Mannschaftsleitung und mehrfachem Videostudium seitens der Wettkampfrichter wurde Uchimuras Pauschenpferdübung nachträglich um 0,7 Punkte angehoben und die Mannschaft wieder auf Platz zwei zurückgestuft. Es war das erste Mal, dass eine solche Korrektur Einfluss auf die olympische Medaillenentscheidung nahm.

### Barren
| Platz | Land | Sportler             | Punkte |
| ----- | ---- | -------------------- | ------ |
| 1     | CHN  | Feng Zhe             | 15,966 |
| 2     | GER  | Marcel Nguyen        | 15,800 |
| 3     | FRA  | Hamilton Sabot       | 15,566 |
| 4     | JPN  | Kazuhito Tanaka      | 15,500 |
| 5     | MEX  | Daniel Corral Barron | 15,333 |
| 6     | RUS  | Emin Garibow         | 15,300 |
| 6     | GRE  | Vasileios Tsolakidis | 15,300 |
| 8     | JPN  | Yūsuke Tanaka        | 15,100 |
| 9     | CHN  | Zhang Chenglong      | 13,808 |

Datum: 7. August 2012

### Bodenturnen
| Platz | Land | Sportler           | Punkte  |
| ----- | ---- | ------------------ | ------- |
| 1     | CHN  | Zou Kai            | 15,933  |
| 2     | JPN  | Kōhei Uchimura     | 15,800  |
| 3     | RUS  | Denis Abljasin     | 15,800* |
| 4     | CHI  | Tomás González     | 15,366  |
| 5     | USA  | Jacob Dalton       | 15,333  |
| 6     | ISR  | Alexander Shatilov | 15,333  |
| 7     | ROU  | Flavius Koczi      | 15,100  |
| 8     | GER  | Marcel Nguyen      | 14,966  |

Datum: 5. August 2012
Aufgrund seiner besseren Haltungsnoten wurde dem Japaner Kōhei Uchimura die Silbermedaille zugesprochen, während der punktgleiche Denis Abljasin aus Russland Bronze erhielt.

### Seitpferd
| Platz | Land | Sportler              | Punkte  |
| ----- | ---- | --------------------- | ------- |
| 1     | HUN  | Krisztián Berki       | 16,066  |
| 2     | GBR  | Louis Smith           | 16,066* |
| 3     | GBR  | Max Whitlock          | 15,600  |
| 4     | ITA  | Alberto Busnari       | 15,400  |
| 5     | FRA  | Cyril Tommasone       | 15,141  |
| 6     | UKR  | Witalij Nakonetschnyj | 14,766  |
| 7     | RUS  | Dawid Beljawski       | 14,733  |
| 8     | HUN  | Vid Hidvégi           | 14,300  |

Datum: 5. August 2012
Aufgrund seiner besseren Haltungsnoten wurde dem Ungar Krisztián Berki die Goldmedaille zugesprochen, während der punktgleiche Louis Smith aus Großbritannien Silber erhielt.

### Reck
| Platz | Land | Sportler         | Punkte |
| ----- | ---- | ---------------- | ------ |
| 1     | NED  | Epke Zonderland  | 16,533 |
| 2     | GER  | Fabian Hambüchen | 16,400 |
| 3     | CHN  | Zou Kai          | 16,366 |
| 4     | CHN  | Zhang Chenlong   | 16,266 |
| 5     | USA  | Danell Leyva     | 15,833 |
| 6     | USA  | Jonathan Horton  | 15,466 |
| 7     | RUS  | Emin Garibow     | 15,333 |
| 8     | KOR  | Kim Ji-hoon      | 15,133 |

Datum: 7. August 2012

### Ringe
| Platz | Land | Sportler           | Punkte |
| ----- | ---- | ------------------ | ------ |
| 1     | BRA  | Arthur Zanetti     | 15,900 |
| 2     | CHN  | Chen Yibing        | 15,800 |
| 3     | ITA  | Matteo Morandi     | 15,733 |
| 4     | RUS  | Alexander Balandin | 15.666 |
| 5     | RUS  | Denis Abljasin     | 15,633 |
| 6     | PUR  | Tony Ramos         | 15,600 |
| 7     | BUL  | Jordan Jowtschew   | 15,108 |
| 8     | ARG  | Federico Molinari  | 14,733 |

Datum: 6. August 2012

### Pferdsprung

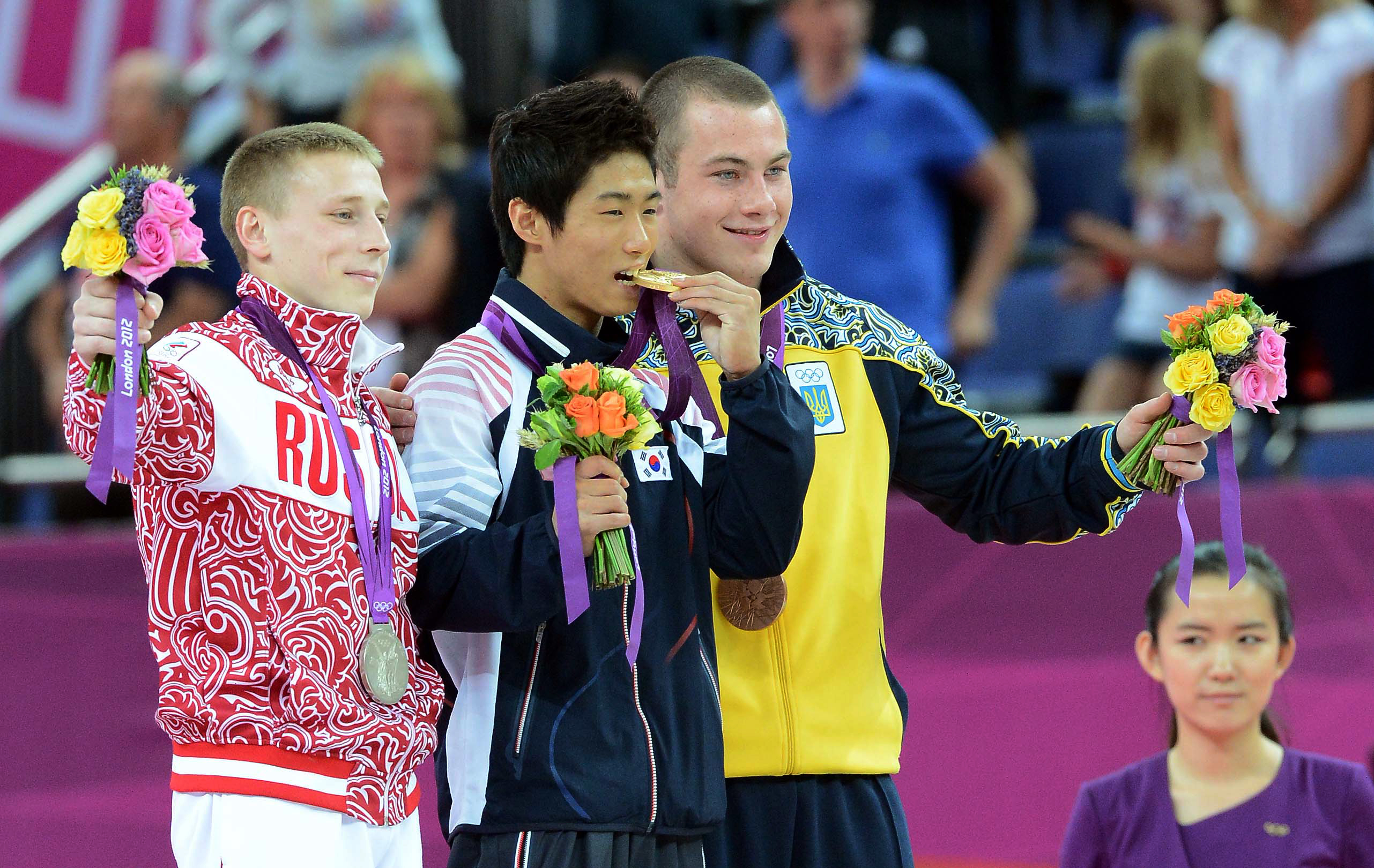
von links: Denis Abljasin, Yang Hak-seon und Ihor Radiwilow

| Platz | Land | Sportler        | Punkte |
| ----- | ---- | --------------- | ------ |
| 1     | KOR  | Yang Hak-seon   | 16,533 |
| 2     | RUS  | Denis Abljasin  | 16,399 |
| 3     | UKR  | Ihor Radiwilow  | 16,316 |
| 4     | CHI  | Tomás González  | 16,183 |
| 5     | USA  | Samuel Mikulak  | 16,050 |
| 6     | ESP  | Isaac Botella   | 15,866 |
| 7     | ROU  | Flavius Koczi   | 15,633 |
| 8     | GBR  | Kristian Thomas | 15,533 |

Datum: 6. August 2012

## Damen

### Einzelmehrkampf
| Platz | Land | Sportlerin        | Punkte  |
| ----- | ---- | ----------------- | ------- |
| 1     | USA  | Gabrielle Douglas | 62,232  |
| 2     | RUS  | Wiktorija Komowa  | 61,973  |
| 3     | RUS  | Alija Mustafina   | 59,566  |
| 4     | USA  | Alexandra Raisman | 59,566* |
| 5     | ROU  | Sandra Izbașa     | 58,833  |
| 6     | CHN  | Deng Linlin       | 58,399  |
| 7     | CHN  | Huang Qiushuang   | 58,115  |
| 8     | ITA  | Vanessa Ferrari   | 57,999  |

Datum: 2. August 2012
Aufgrund der gleichen Punktzahl von Mustafina und Raisman wurde für die Vergabe der Bronzemedaille jeweils die Summe der drei höchsten vergebenen Noten an Einzelgeräten herangezogen. Mustafina kam dabei auf 45,933 Punkte, Raisman auf 45,346 Punkte.

### Mannschaftsmehrkampf
| Platz | Land | Sportlerinnen                                                                            | Punkte  |
| ----- | ---- | ---------------------------------------------------------------------------------------- | ------- |
| 1     | USA  | Gabrielle Douglas Jordyn Wieber Alexandra Raisman Kyla Ross McKayla Maroney              | 183,596 |
| 2     | RUS  | Alija Mustafina Wiktorija Komowa Xenija Afanassjewa Anastassija Grischina Marija Passeka | 178,530 |
| 3     | ROU  | Cătălina Ponor Larisa Iordache Diana Bulimar Sandra Izbașa Diana Chelaru                 | 176,414 |
| 4     | CHN  | Huang Qiushuang Deng Linlin Sui Lu Yao Jinnan He Kexin                                   | 174,430 |
| 5     | CAN  | Elsabeth Black Dominique Pegg Brittany Rogers Victoria Moors Kristina Vaculik            | 170,804 |
| 6     | GBR  | Hannah Whelan Jennifer Pinches Elizabeth Tweddle Rebecca Tunney Imogen Cairns            | 170,495 |
| 7     | ITA  | Vanessa Ferrari Carlotta Ferlito Erika Fasana Giorgia Campana Elisabetta Preziosa        | 167,930 |
| 8     | JPN  | Asuka Teramoto Rie Tanaka Koko Tsurumi Yuko Shintake Yu Minobe                           | 166,646 |

Datum: 31. Juli 2012

### Bodenturnen
| Platz | Land | Sportlerin         | Punkte |
| ----- | ---- | ------------------ | ------ |
| 1     | USA  | Alexandra Raisman  | 15,600 |
| 2     | ROU  | Cătălina Ponor     | 15,200 |
| 3     | RUS  | Alija Mustafina    | 14,900 |
| 4     | ITA  | Vanessa Ferrari    | 14,900 |
| 5     | AUS  | Lauren Mitchell    | 14,833 |
| 6     | RUS  | Xenija Afanassjewa | 14,566 |
| 7     | USA  | Jordyn Wieber      | 14,500 |
| 8     | ROU  | Sandra Izbașa      | 13,333 |

Datum: 7. August 2012

### Stufenbarren

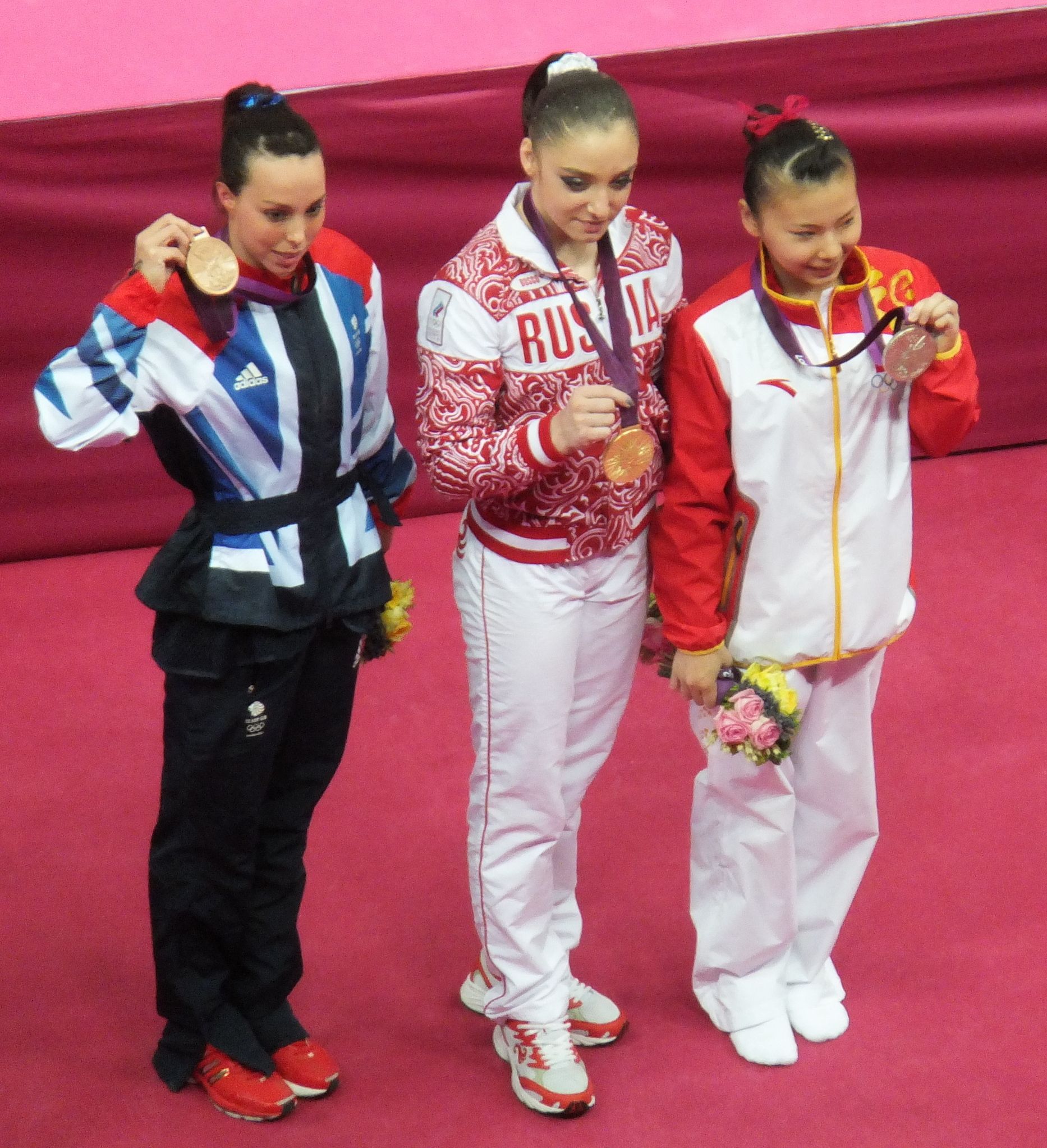
Die drei Medaillengewinnerinnen

| Platz | Land | Sportlerin        | Punkte |
| ----- | ---- | ----------------- | ------ |
| 1     | RUS  | Alija Mustafina   | 16,133 |
| 2     | CHN  | He Kexin          | 15,933 |
| 3     | GBR  | Elizabeth Tweddle | 15,916 |
| 4     | CHN  | Yao Jinnan        | 15,766 |
| 5     | RUS  | Wiktorija Komowa  | 15,666 |
| 6     | GER  | Elisabeth Seitz   | 15,266 |
| 7     | JPN  | Koko Tsurumi      | 14,966 |
| 8     | USA  | Gabrielle Douglas | 14,900 |

Datum: 6. August 2012

### Pferdsprung
| Platz | Land | Sportlerin         | Punkte |
| ----- | ---- | ------------------ | ------ |
| 1     | ROU  | Sandra Izbașa      | 15,191 |
| 2     | USA  | McKayla Maroney    | 15,083 |
| 3     | RUS  | Marija Passeka     | 15,050 |
| 4     | GER  | Janine Berger      | 15,016 |
| 5     | GER  | Oksana Chusovitina | 14,783 |
| 6     | DOM  | Yamilet Peña       | 14,516 |
| 7     | CAN  | Brittany Rogers    | 14,483 |
| 8     | CAN  | Elsabeth Black     | 0,000* |

Datum: 5. August 2012
Die Kanadierin Elsabeth Black stürzte beim ersten Sprung und verletzte sich dabei. Dennoch trat sie zum zweiten Sprung an, brach den Anlauf jedoch ab.

### Schwebebalken
| Platz | Land | Sportlerin         | Punkte |
| ----- | ---- | ------------------ | ------ |
| 1     | CHN  | Deng Linlin        | 15,600 |
| 2     | CHN  | Sui Lu             | 15,500 |
| 3     | USA  | Alexandra Raisman  | 15,066 |
| 4     | ROU  | Cătălina Ponor     | 15,066 |
| 5     | RUS  | Xenija Afanassjewa | 14,583 |
| 6     | ROU  | Larisa Iordache    | 14,200 |
| 7     | USA  | Gabrielle Douglas  | 13,633 |
| 8     | RUS  | Wiktorija Komowa   | 13,166 |

Datum: 7. August 2012
Ursprünglich war der Rumänin Cătălina Ponor die Bronzemedaille zugesprochen worden, während Alexandra Raisman aus den Vereinigten Staaten als Vierte ausgewiesen wurde. Nach einem Protest seitens der US-amerikanischen Mannschaft erhielten beide Sportlerinnen dieselbe Wertung. Aufgrund ihrer besseren Haltungsnoten wurde Raisman nachträglich der dritte Platz zugesprochen.

## Qualifikation

### Qualifikationskriterien
Es nahmen 196 Athleten an den Wettbewerben teil, jeweils 98 Frauen und Männer. Pro Geschlecht qualifizierten sich zwölf Mannschaften mit je fünf Athleten. Dazu kamen je 38 Einzelstarter. Hauptqualifikationswettkampf waren die Weltmeisterschaften 2011, die vom 8. bis 16. Oktober 2011 in Tokio stattfanden. Darüber hinaus wurde vom 10. bis 13. Januar 2012 erstmals ein zweiter Qualifikationswettkampf veranstaltet, der gleichzeitig als Testwettkampf fungierte, da er, wie die olympischen Wettbewerbe, in der O₂-Arena in London stattfand. Die Qualifikationskriterien galten sowohl für Frauen und Männer.
Die besten acht Mannschaften der Weltmeisterschaften qualifizierten sich direkt. Die Mannschaften auf den Plätzen 9 bis 16 kämpften dann in dem Qualifikationswettkampf um die letzten vier offenen Plätze. Für den Einzelwettkampf erhielten die besten Mehrkämpfer des Qualifikationswettkampfs persönliche Startplätze, wenn nicht schon über die Mannschaft Athleten qualifiziert waren. Persönliche Startrechte erhielten außerdem die Medaillengewinner der Gerätefinals der Weltmeisterschaften. Die Internationale Turn-Föderation (FIG) garantierte darüber hinaus mindestens zwei Starter aus Amerika, Asien, Afrika, Europa und einen aus Ozeanien, falls sich regulär keine Athleten qualifizieren konnten. Jeweils ein Startplatz war Großbritannien als Gastgeber vorbehalten, falls sich keine Athleten qualifizieren konnten. Einen Startplatz durfte die FIG per Einladung vergeben.
Jeweils zwei Athleten von den acht bereits bei den Weltmeisterschaften qualifizierten Mannschaften, alle Goldmedaillengewinner sowie je ein Athlet des Gastgebers durften an dem Qualifikationswettkampf teilnehmen (als Testwettkampf), ihre Ergebnisse blieben jedoch für die Qualifikation irrelevant.

### Gewonnene Quotenplätze
| Qualifizierte Athleten nach NOK |        |            |        |            |                 |
|                                 | Frauen | Frauen     | Männer | Männer     | Athleten Gesamt |
| Wettbewerb                      | Einzel | Mannschaft | Einzel | Mannschaft | Athleten Gesamt |
| Ägypten                         | 2      |            | 1      |            | 3               |
| Argentinien                     | 1      |            | 1      |            | 2               |
| Armenien                        |        |            | 1      |            | 1               |
| Aserbaidschan                   |        |            | 1      |            | 1               |
| Australien                      | 5      | 1          | 1      |            | 6               |
| Bangladesch                     |        |            | 1      |            | 1               |
| Belgien                         | 1      |            | 1      |            | 2               |
| Brasilien                       | 5      | 1          | 3      |            | 8               |
| Bulgarien                       | 1      |            | 1      |            | 2               |
| Chile                           | 1      |            | 1      |            | 2               |
| China                           | 5      | 1          | 5      | 1          | 10              |
| Deutschland                     | 5      | 1          | 5      | 1          | 10              |
| Dominikanische Rep.             | 1      |            |        |            | 1               |
| Finnland                        | 1      |            |        |            | 1               |
| Frankreich                      | 5      | 1          | 5      | 1          | 10              |
| Griechenland                    | 1      |            | 2      |            | 3               |
| Großbritannien                  | 5      | 1          | 5      | 1          | 10              |
| Guatemala                       | 1      |            |        |            | 1               |
| Hongkong                        | 1      |            | 1      |            | 2               |
| Irland                          |        |            | 1      |            | 1               |
| Israel                          | 1      |            | 2      |            | 3               |
| Italien                         | 5      | 1          | 5      | 1          | 10              |
| Japan                           | 5      | 1          | 5      | 1          | 10              |
| Kanada                          | 5      | 1          | 1      |            | 6               |
| Kasachstan                      | 1      |            | 1      |            | 2               |
| Kolumbien                       | 1      |            | 1      |            | 2               |
| Kroatien                        | 1      |            | 1      |            | 2               |
| Lettland                        |        |            | 1      |            | 1               |
| Litauen                         | 1      |            | 1      |            | 2               |
| Mexiko                          | 1      |            | 1      |            | 2               |
| Niederlande                     | 1      |            | 1      |            | 2               |
| Österreich                      | 1      |            | 1      |            | 2               |
| Polen                           | 1      |            | 1      |            | 2               |
| Portugal                        | 1      |            | 1      |            | 2               |
| Puerto Rico                     | 1      |            | 1      |            | 2               |
| Rumänien                        | 5      | 1          | 5      | 1          | 10              |
| Russland                        | 5      | 1          | 5      | 1          | 10              |
| Schweden                        | 1      |            |        |            | 1               |
| Schweiz                         | 1      |            | 1      |            | 2               |
| Singapur                        | 1      |            |        |            | 1               |
| Slowakei                        | 1      |            | 1      |            | 2               |
| Slowenien                       | 1      |            |        |            | 1               |
| Spanien                         | 1      |            | 5      | 1          | 6               |
| Südkorea                        | 1      |            | 5      | 1          | 6               |
| Tschechien                      | 1      |            | 1      |            | 2               |
| Tunesien                        |        |            | 1      |            | 1               |
| Türkei                          | 1      |            |        |            | 1               |
| Ukraine                         | 1      |            | 5      | 1          | 6               |
| Ungarn                          | 1      |            | 2      |            | 3               |
| USA                             | 5      | 1          | 5      | 1          | 10              |
| Usbekistan                      | 1      |            |        |            | 1               |
| Venezuela                       | 1      |            |        |            | 1               |
| Vietnam                         | 2      |            | 1      |            | 3               |
| Weißrussland                    | 1      |            | 1      |            | 2               |
| Startplätze Gesamt              | 98     | 12         | 98     | 12         | 196             |

Bei den Männern erhielt Syque Caesar aus Bangladesch vom Weltturnverband FIG einen Startplatz per Einladung.